# Blepharis noli-me-tangere
Blepharis noli-me-tangere là một loài thực vật có hoa trong họ Ô rô. Loài này được S.Moore mô tả khoa học đầu tiên năm 1880.